# Casanova (chanson de Gisela)
Pour les articles homonymes, voir Casanova (homonymie).
Chansons représentant l'Andorre au Concours Eurovision de la chanson
Salvem el món
(2007) La teva decisió (Get a Life)
(2009)
Casanova est une chanson interprétée par la chanteuse espagnole Gisela pour représenter l'Andorre au Concours Eurovision de la chanson 2008 qui se déroulait à Belgrade, en Serbie. Cette chanson est écrite et composée par Jordi Cubino.
Elle est majoritairement interprétée en anglais (avec une phrase en catalan), comme le permet la règle depuis 1999.
Il s'agit de la douzième chanson interprétée lors de la soirée de la première demi-finale, après Dustin the Turkey qui représentait l'Irlande avec Irelande Douze Pointe (en) et avant Elvir Lakovic qui représentait la Bosnie-Herzégovine avec Pokušaj (en). À l'issue du vote, elle a obtenu 22 points, se classant 15e sur 19 chansons,.

## Classement
| Classement (2008)    | Meilleure position |
| -------------------- | ------------------ |
| Espagne (PROMUSICAE) | 2                  |